# Norman Manley International Airport
De Norman Manley International Airport is het vliegveld van Kingston, Jamaica, en gelegen op het voor Kingston liggende schiereiland Palisadoes. De luchthaven is vernoemd naar Norman Washington Manley. Per week vertrekken er vanuit de luchthaven zo'n 130 internationale vluchten.

## Incidenten
Op 22 december 2009 is een Boeing 737-800 van luchtvaartmaatschappij American Airlines na de landing van de baan geraakt, in tweeën gebroken en tegen een hek tot stilstand gekomen. Veertig inzittenden raakten hierbij gewond. Reizigers die op en nabij Norman Manley International Airport waren, wisten aan de autoriteiten te vertellen dat het toestel in zware regenval moest landen. Ambulances snelden zich naar de plaats van de ramp, waar sommige mensen zich al hadden verzameld op het grasveld nabij het vliegtuig. Sommige passagiers werden vervolgens, vanwege hun verwondingen, naar het ziekenhuis gebracht.
In de Boeing 737 zaten 145 passagiers en zeven bemanningsleden. Alle mensen die aan boord waren, hebben het toestel kunnen verlaten. De exacte toedracht, buiten de regenval, en eventuele fouten van de piloot/technische mankementen moeten nog worden vastgesteld.

## Luchtvaartmaatschappijen en bestemmingen
- Air Canada - Toronto-Pearson
- Air Sunshine - Guantánamo Bay
- Air Turks and Caicos - Providenciales
- American Airlines - Miami
- British Airways - Londen-Gatwick
- Caribbean Airlines - Antigua, Barbados, Sint Maarten-Princess Juliana, Port of Spain, Fort Lauderdale, Montego Bay, Nassau-Pindling, New York-JFK, Toronto-Pearson
- Cayman Airways - Grand Cayman
- Copa Airlines - Panama City
- Insel Air - Curaçao
- JetBlue Airways - New York-JFK
- Skylan Airways - Montego Bay
- Spirit Airlines - Fort Lauderdale
- Sunrise Airways - Port-au-Prince
- Sunwing Airlines - Toronto-Pearson (seizoensgebonden)
- Virgin Atlantic Airways - Londen-Gatwick